# Jarle Andhøy
Jarle Andhøy, född 23 oktober 1977 i Larvik, är en norsk seglare, känd för flera expeditioner. Han är son till framlidne ambassadören Odd-Egil Andhøy och har vuxit upp i flera länder. Efter gymnasiet och ett års arbete i Larvik gav han sig ut på havsseglingar med en Albin Vega som han döpte till Berserk.

## Expeditioner
- Den första expeditionen var att segla runt Kap Horn med s/y Berserk I. Amerikanen David Mercy mönstrade på i Sydamerika och de seglade till Antarktis.
- Berserk i Kongofloden. Andhøy och Mercy seglade till Kongos vildmark.
- Berserk mot Nordpolen via Shetlandsöarna och Svalbard.
- Berserk till Valhall, i vikingen Ottars fotspår runt Kolahalvön och på ryska floder och kanaler till Östersjön.
- Berserk genom Nordvästpassagen. Andhøy seglade i de norska polarforskarnas fotspår. Hans Albin Vega byttes ut mot en större segelbåt.
- Berserk mot Sydpolen. Andhøy och fyra andra män skulle ta sig till Sydpolen över isen, medan resten av besättningen stannade ombord. Men den 22 februari 2011 sjönk Berserk II i en storm.

## Besättningsmedlemmar
- David Mercy, filmregissör från USA. Han mönstrade på i Sydamerika och är den enda som har varit med på alla expeditionerna.
- Alex Rosén kock på Berserk II, arbetat på norsk TV.
- Espen Tarberg, Berserk II.
- Rune Olsgaard maskinist och motorcyklist. Olsgaard blev arresterad i Kanada under expeditionen i Nordvästpassagen.
- Fredrik Juell, kock.
- Knut Rasmussen, från Nordreisa i Nordnorge var med på expeditionen genom Nordvästpassagen.
- Tom Gisle Bellika Olavsson kom från Alta och var med på expeditionen genom Nordvästpassagen. Olavsson omkom i Antarktiska oceanen när Berserk förliste i en storm.
- Jeffrey Kane kommer från Florida. Han mönstrade på på Grönland.
- Samuel Massie, var med på resan till Antarktis då Berserk II försvann. Klarade sig genom att delta i expeditionen mot Sydpolen.
- Davis Meisselman, USA, var med på Andøys första långseglats 1997.

Under expeditionen till Antarktis 2011 försvann Berserk II och fyra besättningsmedlemmar. De saknade personerna är Robert Skaanes, Lofoten, Tom Gisle Bellika, Alta och Leonard James Banks från Sydafrika.

## Galleri

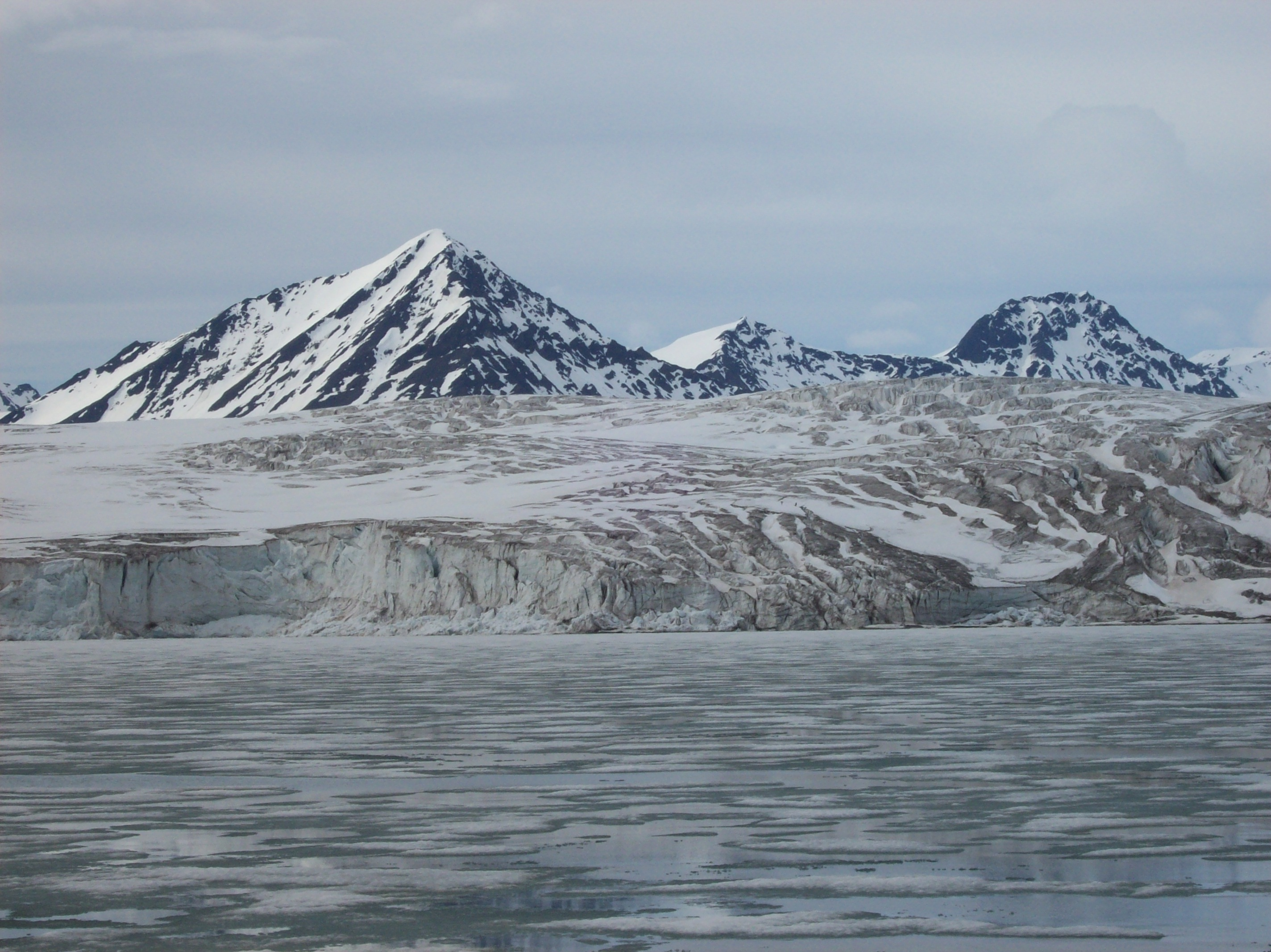
Esmarksbreen på Svalbard.
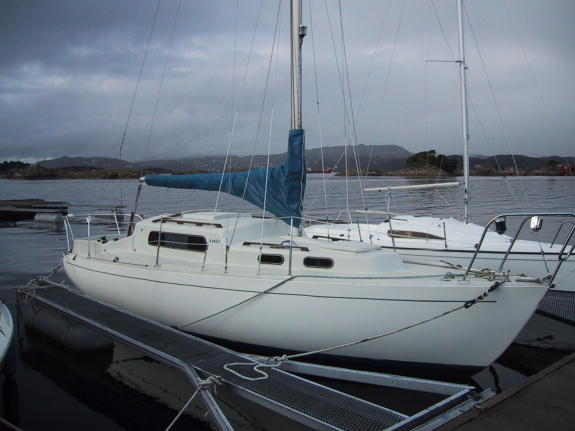
Albin Vega
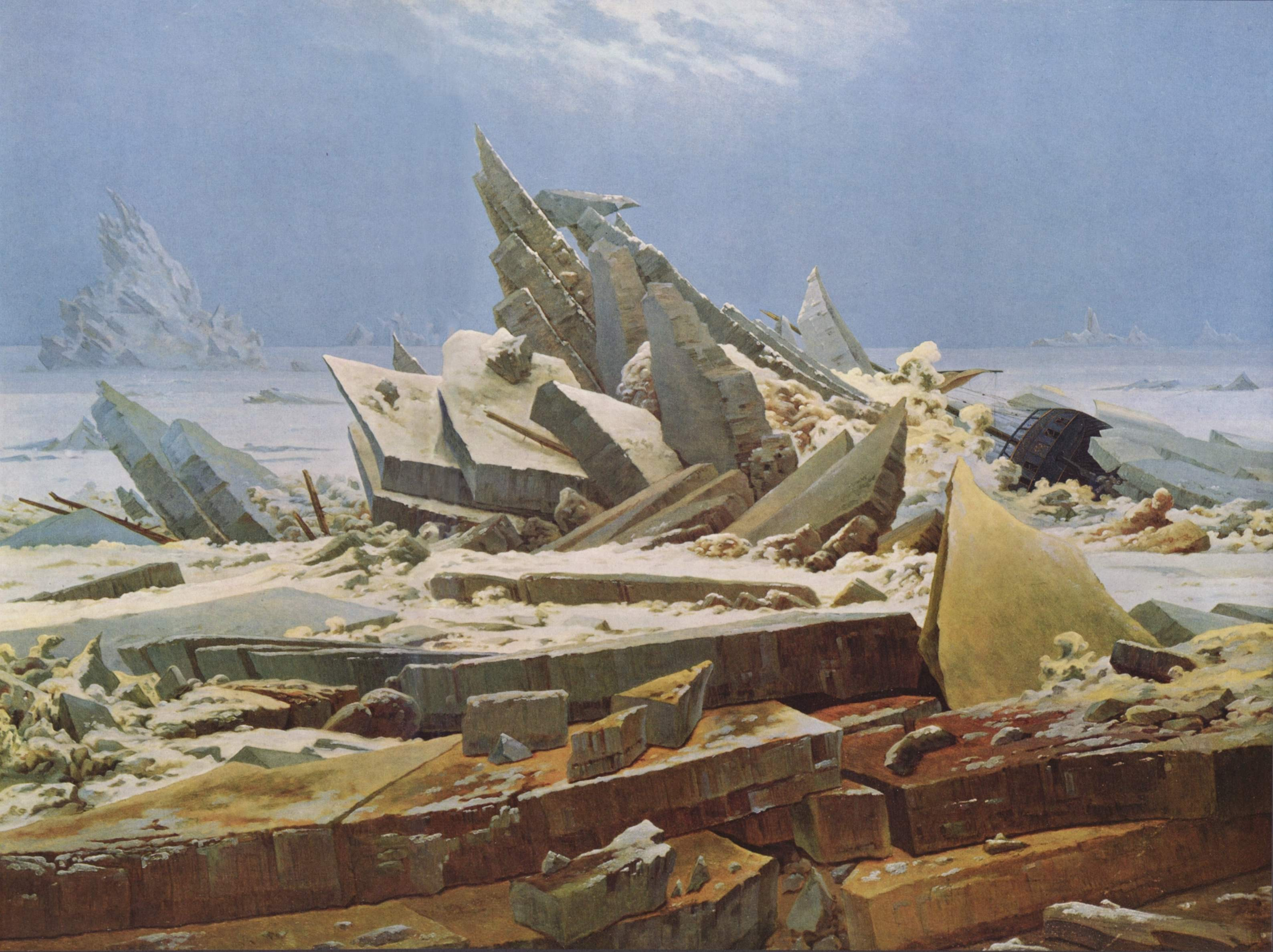
Ishavet av Caspar David Friedrich
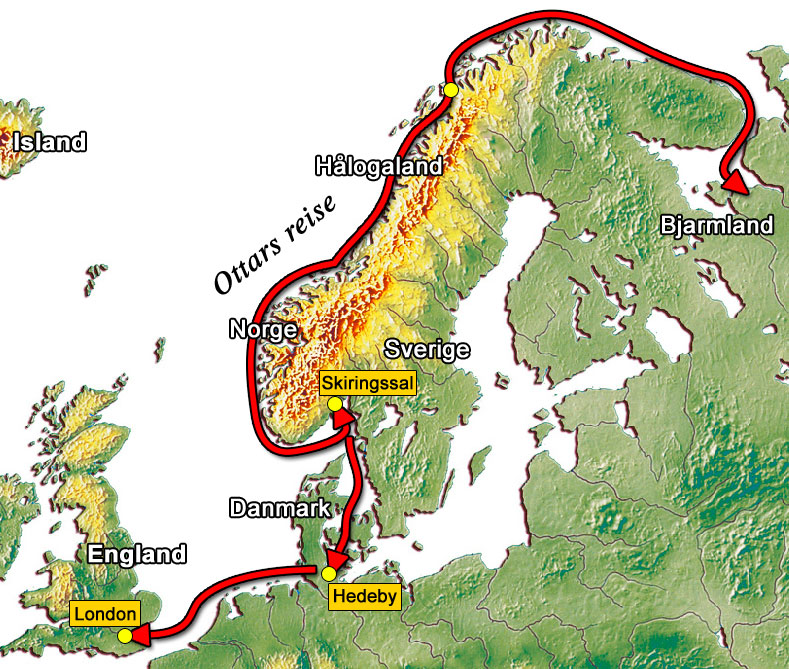
Ottars resa

## Jarle Andhøy i TV
Följande expeditioner har visats i norsk TV:
- 2003 Berserk mot Nordpolen.
- Berserk til Valhall.
- Berserk gjennom Nordvestpassasjen.
- Berserk i pionereness farvann.

Den 4 mars 2016 intervjuade Skavlan Andhøy i svensk TV.